# Andreas Fricke (Münzmeister)
Andreas Fricke (geboren vor 1618; gestorben nach 1630) war ein deutscher Münzmeister.

## Leben
Andreas Fricke wurde im 16. Jahrhundert geboren. Zu Beginn des Dreißigjährigen Krieges  übernahm er vom 24. Oktober 1618 bis Dezember 1619 in Hannover das Amt des Münzmeisters der städtischen Münze. Zumindest auf seinen hannoverschen Prägungen führte er kein Münzzeichen.

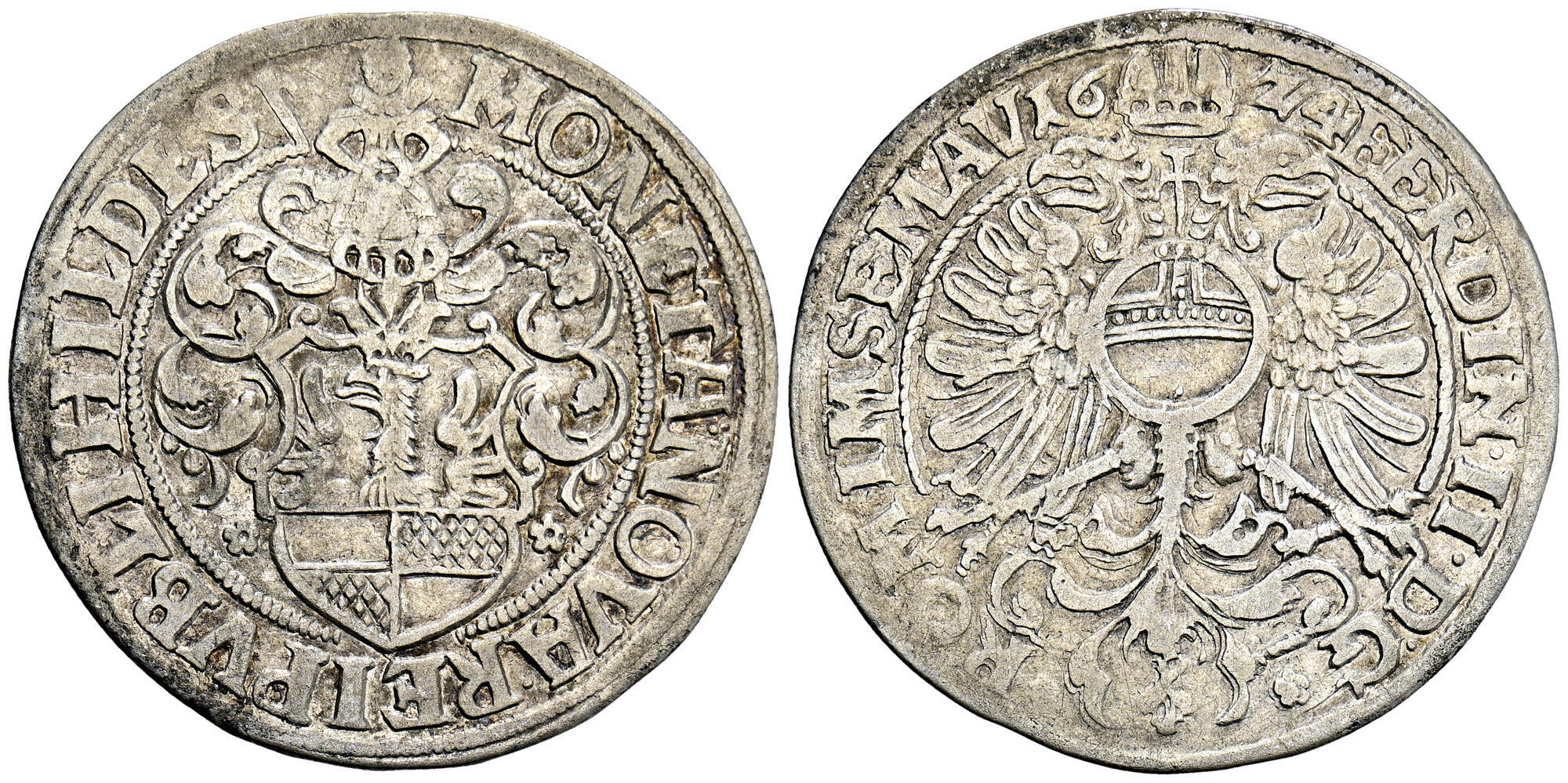
1/4 Reichsthaler (Reichsort) der Stadt Hildesheim von 1624, Silber mit Titel Ferdinand II.; Münzmeisterzeichen Zainhaken

Von 1622 bis 1630 wirkte Fricke als Münzmeister der Stadt Hildesheim.